# أكرم سعد
أكرم سعد (مواليد 22 نوفمبر 1994) هو لاعب كرة يد مصري لنادي الزمالك والمنتخب المصري .
مثل مصر في بطولة العالم لكرة اليد للرجال 2019.